# Денисов, Сергей Анатольевич
Сергей Анатольевич Денисов (род. 1957) — московский архитектор, конструктор, фотохудожник. Почетный гражданин России, действительный член Российской Академии Естественных Наук и Международной академии современных искусств (вице-президент, председатель отделения архитектуры), член Союза архитекторов России и Профессионального союза художников России.

## Биография
Родился в 1957 году в Москве.
Закончил три высших учебных заведения: Свердловский Архитектурно-строительный институт им. Карла Либкнехта1984,
Магаданский филиал Всесоюзной юридической заочной академии1989, Академия управления при Президенте Республики Беларусь1999 — международные отношения и международное
право.
Юрист, магистр международного права.
Избирался народным депутатом Магаданской области созыва 1991 года. Возглавлял комиссию по экономической реформе Магаданской области. Принимал активное участие в установлении приграничной торговли с Китаем. Работал генеральным директором Ямальского лесопромышленного комплекса.
Специалист по деревянному зодчеству. Руководитель архитектурно-строительной мастерской «Деревянные дома Денисова» — коллективного члена «Фонда содействия развитию предпринимательства и промышленности» РФ.
Старший преподаватель кафедры древесиноведения и деревообработки в
Московском Государственном Университете Леса (Мытищинский филиал МГТУ им. Баумана).
Единственный в России преподаватель основ деревянного зодчества в ВУЗе. Эксперт по деревянному домостроению Московского бюро технической экспертизы. Член жюри многих конкурсов по проектированию и строительству деревянных домов.

## Постройки
Автор более тысячи реализованных проектов деревянных зданий и сооружений в России и за рубежом. В том числе: резиденция президента Республики Таджикистан в Душанбе, ресторан в Андорре,
станция оснежения на Воробьевых горах в Москве, Гостиничные комплексы в Калининграде и Тульской области, отель «Кечарис» в Армении. Более десятка православных храмов и часовен
в России и странах СНГ (Киев, Кемерово, Рязань и других городах). Несколько деревянных коттеджных поселков в Московской и других областях России: «Удачное», «Спокойное», «Дюна».

Храм в Кемерово по проекту С.А.Денисова. 2014
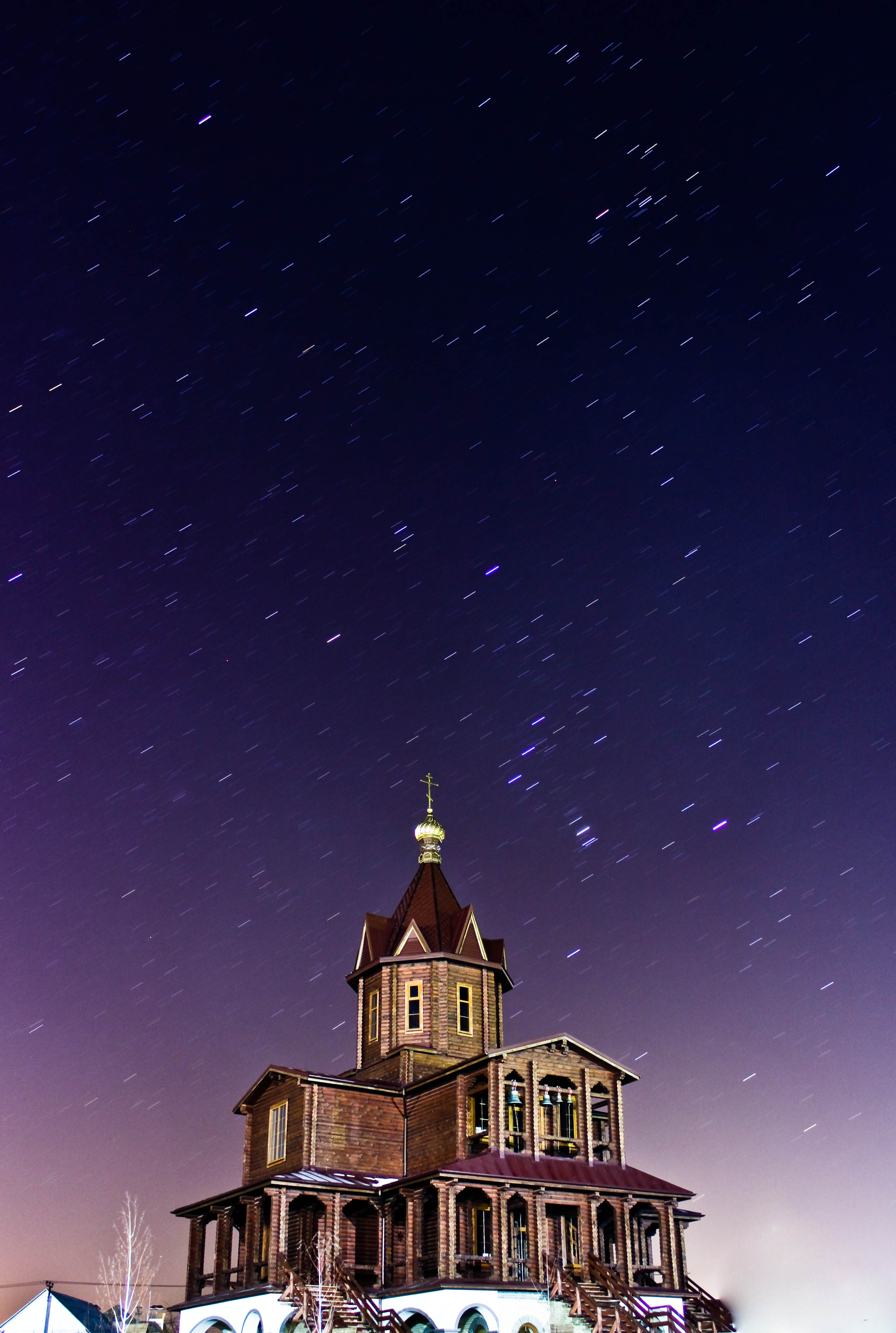
Храм в Киеве по проекту С.А.Денисова. 2011
Храм в Рязани по проекту С.А.Денисова. 2009

## Публикации
Автор книг и публикаций о деревянном зодчестве, том числе и в профессиональных изданиях Союза Архитекторов.

### Книги
- Современные деревянные дома и бани ISBN 978-5-9533-2138-9 , 978-5-9533-3245-3
- Деревянный дом ISBN 5-94418-013-7

### Статьи
- С.Денисов. Дерево и его производные. Обустройство & Ремонт. № 16 (299) 24-30 апреля 2006[6]
- С.Денисов. Дом, в котором вы будете жить. Проекты деревянных домов. М. Стройинформ 2007 ISBN 987-5-94418-057-6
- С.Денисов. Проект бани. Большая книга о банях и саунах ООО Аделант 2004 ISBN 5-93642-035-3
- С.Денисов. Деревянный дом хрустальной мечты. Современный деревянный дом. Союз архитекторов России. Каталог 2003 ISBN 5-9900125-1-9
- С.Денисов. Слово о дереве Современный деревянный дом. Союз архитекторов России. Каталог 2004 ISBN 5-9900125-1-9
- С.Денисов. «Сказки зимнего леса» Современный деревянный дом. Союз архитекторов России. Каталог 2005 ISBN 5-9900125-1-9

## Награды и признание
- Высшая профессиональная награда Союза архитекторов России — национальная премия «Элита Архитектуры и строительства» с вручением ордена «Элитарх» первой степени[7].
- Две золотые медали международного конкурса «Искусство. Совершенство. Признание» в номинации «Архитектура» (2017, 2019)[8].
- Три золотые медали международного конкурса «Искусство. Совершенство. Признание» в номинации «Фотография» и серебряная медаль в номинации «Живопись»[9].
- Золотая медаль международного конкурса "Art. Excellence. Awards." в номинации "Литература"[10].
- Удостоен звания Звание “Почетный деятель искусств России“ — 2019[11].
- Награждён орденом «Звезда Виртуоза»[12]
- Победитель всероссийского конкурса «100 лучших предприятий и организаций России» в номинации «Проектные организации»[13].
- Победитель всероссийского рейтинга «Лучший руководитель 2017 года»[14].
- Знак отличия «Выбор России. Национальный знак качества в области управления организацией».
- Ордена: «Звезда Славы Отечества»[15], «Почетный гражданин России», «Народный строитель России».
- Медали: «За доблестный труд», «За личное мужество», «За верность традициям».
- Медаль «Инновации и развитие» за разработку и внедрение лучшего отечественного программного продукта для формирования технологической документации при проектировании деревянных конструкций[16].
- Лауреат и дипломант всероссийских и международных конкурсов художественной фотографии.
- Удостоен звания Звание “Почетный деятель искусств Европы" — 2020

Имя С. А. Денисова включено в Международную энциклопедию архитектуры и строительства «Элита архитектуры XVIII—XXI веков» с рейтинговой категорией
2В — востребованный архитектор международного значения.